# لوئیس اسپرینگز (آریزونا)
لوئیس اسپرینگز (به انگلیسی: Lewis Springs) یک منطقهٔ مسکونی در ایالات متحده آمریکا است که در آریزونا واقع شده‌است. لوئیس اسپرینگز ۱٬۲۳۴ متر بالاتر از سطح دریا واقع شده‌است.